# Ischnoptera azteca
Ischnoptera azteca es una especie de cucaracha del género Ischnoptera, familia Ectobiidae. Fue descrita científicamente por Saussure en 1862.
Habita en México.